# ادوارد کودون
ادوارد کودون (انگلیسی: Edward Condon؛ زاده ۲ مارس ۱۹۰۲ درگذشته ۲۶ مارس ۱۹۷۴) یک دانشمند در زمینه اهل ایالات متحده آمریکا بود.